# Distretto di Niani
Il distretto di Niani è un distretto del Gambia nella Divisione del Central River con 22.242 abitanti al censimento del 2003.

## Società

### Evoluzione demografica
In base ai dati del censimento 1993 la popolazione del distretto era così suddivisa dal punto di vista etnico:
| Etnia       | Abitanti | %     |
| ----------- | -------- | ----- |
| Mandingo    | 5.920    | 34,57 |
| Fulani      | 5.390    | 31,47 |
| Wolof       | 5.225    | 30,51 |
| Jola        | 66       | 0,39  |
| Serahule    | 43       | 0,25  |
| Altre etnie | 482      | 2,81  |